# Sant'Angelo Le Fratte
Sant'Angelo Le Fratte est une commune italienne d'environ 1 500 habitants située dans la province de Potenza, dans la région Basilicate, en Italie méridionale.

## Administration
| Période                                  | Période | Identité | Étiquette | Qualité |
| ---------------------------------------- | ------- | -------- | --------- | ------- |
|                                          |         |          |           |         |
| Les données manquantes sont à compléter. |         |          |           |         |

### Communes limitrophes
Brienza, Caggiano, Polla, Satriano di Lucania, Savoia di Lucania, Tito.